# 13176 Kobedaitenken
A 13176 Kobedaitenken (ideiglenes jelöléssel 1996 HE1) a Naprendszer kisbolygóövében található aszteroida. Robert H. McNaught és Abe Hirosi fedezte fel 1996. április 21-én.
A bolygót a Kobe Egyetem Csillagászati Klubról nevezték el, amely a csillagászatot népszerűsíti Hjógo prefektúrában.

## Kapcsolódó szócikk
- Kisbolygók listája (13001–13500)